# Jan Reusens
Jan Reusens (Parijs (Frankrijk), 11 november 1918 – Jette, 9 maart 1991) was een Vlaamse acteur, bekend uit enige Vlaamse films en vooral uit tal van televisiefilms en een ruim dozijn bij de jeugd dan wel volwassenen populaire tv-series, waarvan verscheidene ook in Nederland uitgezonden werden.

## Biografie[4]
Jan Reusens werd geboren op de Place du Tertre waar zijn ouders onderdak vinden tijdens hun vlucht voor het oorlogsgeweld. Een week na zijn geboorte keerde, door de wapenstilstand, het gezin  terug naar Mechelen. Ze heropenden hun spiegelwinkel in de Onze-Lieve-Vrouwestraat.
Tijdens de Tweede Wereldoorlog was hij krijgsgevangene en deed hij dwangarbeid in een helikopterfabriek in Kiel. Hij werd verliefd op het meisje naast hem en keerde getrouwd terug naar België.
Reusens deed bij terugkeer de winkel  opnieuw open en maakte ook kaders. ‘s Avonds was hij actief in toneelgezelschappen.

## Carrière
Bij de oprichting van het Mechels Miniatuur Teater in 1956 was hij een van de vaste acteurs. Al na enkele jaren verliet hij dit gezelschap, maar hij bleef tot dat van de KVS in Brussel behoren, waar hij onder meer de oude, levenswijze herder Corin uit Shakespeares blijspel As You Like It (Naar het u bevalt) speelde.

### Rol in tv-reeks
- Sander in Schipper naast Mathilde, de reeks zelfstandige afleveringen van 10 mei 1955 op het NIR tot 19 juli 1963 op de BRT,[11] waaruit gans Vlaanderen Reusens kende. De humoristische volkse reeks was namelijk erg populair, en bovendien kon in die jaren in het grootste deel van de regio maar één Nederlandstalig kanaal ontvangen worden. Van de acht hoofdacteurs verschenen achteraf slechts Reusens en (het koppel) Nand Buyl en Chris Lomme nog veelvuldig op televisie.

### Op het toneel
- In Een moordverhaal, blijspel in 3 bedrijven, door de BRT uitgezonden in 1960. Het KVS-gezelschap met Jan Reusens had het ook in de Koninklijke Schouwburg Oostende gebracht, op 28 januari 1959.[12]
- Veldwachter in Het gezin Van Paemel, KVS-opvoering door de BRT uitgezonden op 16 oktober 1963 en herhaald op 3 januari 1964 en later[13] — Niet te verwarren met de verfilming uit 1986 van hetzelfde toneelstuk uit 1903 van Cyriel Buysse.
- Een van beide komieken in The Sunshine Boys van Neil Simon, KVS-opvoering door de BRT uitgezonden in 1974[14].

### Rollen in bioscoopfilms
- Boef in ¿Y mañana?, een Vlaamse komische 35 mm-zwart-witfilm van Emile Degelin[15][16]
- Een van de beide ooms in Pallieter(1976)[17]
- Receptionist in Brussels by Night (1983)[18]

### Rollen in tv-films
(Het is niet geheel uitgesloten dat enige zogeheten tv-films in feite uitgezonden theatervoorstellingen waren.)
- In een 25-tal uit de periode 1959 tot '68,[1] uitgezonden door het NIR in 1959: Ook het kleine telt, Fanny; Fragment uit 'De gecroonde leersse', dan wel door de BRT: 1960: Het begon in het paradijs, Waar is Charley?; 1961: Huwelijksreis; 1962: Het prinsesje op de erwt; 1963: Hendrickje Stoffels; 1965: Ispahan, De moordenaar gods, De Sabijnse maagdenroof, Sterf nooit voor je tijd; 1966: Het avontuur van de drie studenten, De bruidskist; 1967: Het dorp der mirakelen, Gongslag middernacht, Femme-Femme; 1968: Kaviaar of spaghetti, Gala van de artiestenpenning, Gebroeders Karamazow, De drie musketiers, Storm over Firenze, In volle zee, De avonturen van de brave soldaat Schwejk, De rozen van Henry Thayer
- Oude kolonel in Moeder Courage en haar kinderen, BRT/KVS-productie uitgezonden 4 februari 1969[19]
- Jacob / bedelaar in Driestuiversopera, BRT/KVS-productie uitgezonden 13 mei 1969[20]
- Doge van Venetië in Othello, BRT/KVS-productie uitgezonden 26 mei 1969[21]
- In Het geuzenkerkhof van St.-Denijs, een zelfstandige aflevering in de reeks Beschuldigde sta op, BRT-productie uitgezonden 3 maart 1970[22]
- Herbergier in Terug van het front, BRT-productie uitgezonden 24 mei 1971[23]
- Waker in Even bewesten Ouessant, BRT-productie uitgezonden 27 maart 1972[24]
- Mecanicien in De routiers, BRT-productie uitgezonden 11 oktober 1973[25]
- Wolf in De neus van Cleopatra, BRT/KVS-productie uitgezonden 18 augustus 1974[26]
- In Jonas de walvisvaarder, BRT-productie uitgezonden 19 februari 1975[27]
- Max in Zeg het in mijn goede oor, BRT-productie uitgezonden 7 december 1975[28]
- Antonio in Zaterdag, zondag, maandag, BRT/KVS-productie uitgezonden 1 januari 1977[29]
- Dawson in Het huwelijksfeest, BRT/KVS-productie uitgezonden 4 januari 1978[30]
- Spelle in De Brusselse straatzanger, BRT/KVS-productie uitgezonden 15 januari 1978[31]
- In Het gat in de muur, BRT-productie uitgezonden 13 juni 1979[32]
- Alfredo Amoroso in Filumena, BRT/KVS-productie uitgezonden 25 december 1979[33]
- André De Waele in Het feestkomitee, BRT/KVS-productie uitgezonden 14 juni 1981[34]
- Rudolf in Cello en contrabas, tv-film van bijna een uur in een regie van Vincent Rouffaer naar de novelle van Maurits Dekker met Jacky Morel, Warre Borgmans, Jan Reusens e.a., onder de noemer 'Made in Vlaanderen' uitgezonden 24 oktober 1982 op BRT 1[35][36]

### Rollen in tv-feuilletons
- Miel/Regisseur in Kapitein Zeppos, jeugdserie 1965 en herhaald 1985 BRT en 2003/4 VRT (1967 in Nederland)[37]
- Boer Janus in Johan en de Alverman, jeugdserie 1965-'66 en herhaald 1972, 1980, 1989 BRT en 2003 VRT (1966-'67 NTS)[38]
- Stafke in Jeroom en Benzamien, serie 1966 BRT en herhaald 2003 VRT[39][40]
- In Shirley Holmes, voorziene serie 1966 BRT waarvan Het avontuur van de drie studenten als wellicht enige aflevering mogelijk is uitgezonden[41][42] — Niet te verwarren met de Canadese tv-serie The Adventures of Shirley Holmes, Detective uit 1997-2000.
- Sam Suffie in Axel Nort, jeugdserie 1966 BRT[43]
- Takeo in Midas, jeugdserie 1967 BRT en herhaald 2003/4 VRT[44]
- Kasper in Fabian van Fallada, jeugdserie 1969 en herhaald 1982-'83 BRT (1970-'71 in Nederland)[45]
- Bet Kek in Wij, Heren van Zichem, serie 1969 tot 1972 BRT
- Soo in Een mens van goede wil, serie coprod. BRT/AVRO 1973-'74 BRT (1973-'74 Ned 1/2, hermontage 1978 Ned 1/2)[46][47][48]
- Haneveer in Magister Maesius, jeugdserie 1974 BRT[49]
- Professor Fax in Robin de robot, korte sf-episodes van 15 minuten voor de jeugd uitgezonden vanaf 5 november 1975 BRT[50][51]
- Cesar in Slisse & Cesar, serie 1977 BRT[52] — De gelijknamige serie van 1996 tot 1999 op VTM stond hier los van.
- Landerke in De Paradijsvogels, serie 31 dec 1979 tot 1982 en herhaald nog in jaren '80 en 1993-'94 BRT en 2003, 2011 VRT[53]
- De uitvinder Napoleon — zijn laatste grote rol — in Merlina, jeugdserie 8 januari 1983 tot 2 januari 1988 BRT, heruitgezonden tot 2004 Ketnet[54][55]

## Verfilming van 'Adieu Filippi'
In 1967 werden rondom het rondreizende Circus Boltini de opnames gemaakt voor de zwart-witfilm Adieu Filippi, een Belgisch-Nederlandse coproductie met Wies Andersen en Johan Kaart in hoofdrollen. Jan Reusens vertolkte Henri in het verhaal naar de roman van Blanka Gyselen. Financieel raakte de zaak echter niet rond zodat de vrijwel compleet gemonteerde film geen geluidstrack kreeg en nooit is uitgebracht.